# ستان باومغارتنر
ستان باومغارتنر (بالإنجليزية: Stan Baumgartner) هو لاعب كرة قاعدة أمريكي، ولد في 14 ديسمبر 1894 في هيوستن في الولايات المتحدة، وتوفي في 4 أكتوبر 1955 في فيلادلفيا في الولايات المتحدة بسبب سرطان.

## وصلات خارجية
- ستان باومغارتنر على موقعبيزبول رفرنس.كوم (الدوري الرئيسي) (الإنجليزية)
- ستان باومغارتنر على موقع جمعية أبحاث البيسبول الأمريكية (الإنجليزية)